# Epistemisk indstilling
En epistemisk indstilling er en mental tilstand, som en agent har i forhold til et udsagn. Epistemiske indstillinger formodes ofte at være grundlæggende tankeenheder, med et indhold - i form af udsagn - der enten er sandt eller falsk. En agent kan have forskellige epistemiske indstillinger til det samme udsagn (f.eks. "S er overbevist om at hendes ispind er kold" og "S frygter at hendes ispind er kold”).
Lingvistisk set angives epistemiske indstillinger med et udsagnsord (eksempelvis "frygter"), der styrer en indlejret "at"-bestemmelse, eksempelvis "Sally frygtede at tabe".
Epistemiske indstillinger har tilpasningsretninger: nogle er tiltænkt at reflektere verden, mens andre skal påvirke den.

## Yderligere læsning
- Awbrey, J. and Awbrey, S.(1995), "Interpretation as Action: The Risk of Inquiry", Inquiry: Critical Thinking Across the Disciplines 15, 40–52.

- Cresswell, M.J. (1985), Structured meanings. The semantics of propositional attitudes. MIT Press, Cambridge & London 1985.

- Quine, W.V. (1956), "Quantifiers and Propositional Attitudes", Journal of Philosophy 53 (1956). Reprinted, pp. 185–196 in Quine (1976), Ways of Paradox.

- Quine, W.V. (1976), The Ways of Paradox, and Other Essays, 1st edition, 1966. Revised and enlarged edition, Harvard University Press, Cambridge, MA, 1976.

- Quine, W.V. (1980 a), From a Logical Point of View, Logico-Philosophical Essays, 2nd edition, Harvard University Press, Cambridge, MA.

- Quine, W.V. (1980 b), "Reference and Modality", pp. 139–159 in Quine (1980 a), From a Logical Point of View.

- Ramsey, F.P. (1927), "Facts and Propositions", Aristotelian Society Supplementary Volume 7, 153–170. Reprinted, pp. 34–51 in F.P. Ramsey, Philosophical Papers, David Hugh Mellor (ed.), Cambridge University Press, Cambridge, UK, 1990.

- Ramsey, F.P. (1990), Philosophical Papers, David Hugh Mellor (ed.), Cambridge University Press, Cambridge, UK.

- Runes, Dagobert D. (ed.), Dictionary of Philosophy, Littlefield, Adams, and Company, Totowa, NJ, 1962.

- Russell, Bertrand (1912), The Problems of Philosophy, 1st published 1912. Reprinted, Galaxy Book, Oxford University Press, New York, NY, 1959. Reprinted, Prometheus Books, Buffalo, NY, 1988.

- Russell, Bertrand (1918), "The Philosophy of Logical Atomism", The Monist, 1918. Reprinted, pp. 177–281 in Logic and Knowledge: Essays 1901–1950, Robert Charles Marsh (ed.), Unwin Hyman, London, UK, 1956. Reprinted, pp. 35–155 in The Philosophy of Logical Atomism, David Pears (ed.), Open Court, La Salle, IL, 1985.

- Russell, Bertrand (1956), Logic and Knowledge: Essays 1901–1950, Robert Charles Marsh (ed.), Unwin Hyman, London, UK, 1956. Reprinted, Routledge, London, UK, 1992.

- Russell, Bertrand (1985), The Philosophy of Logical Atomism, David Pears (ed.), Open Court, La Salle, IL.

- Galitsky, Boris (2012), Exhaustive simulation of consecutive mental states of human agents, Knowledge-Based Systems Arkiveret 24. september 2015 hos  Wayback Machine

| filosofi | Spire Denne filosofiartikel er en spire som bør udbygges. Du er velkommen til at hjælpe Wikipedia ved at udvide den. |